# D'mt
Il Regno di Dʿmt fu un regno che si sviluppò nell'attuale Eritrea ed Etiopia settentrionale tra il X e il V secolo a.C., di cui sopravvivono poche iscrizioni e pochi reperti archeologici.
Ancora si dibatte se  il regno terminò prima della nascita del Regno di Axum, o se fu uno di quegli stati dalla cui fusione sorse il plurimillenario regno axumita.

## Descrizione
Si ritiene che la capitale fosse Yeha, nella Regione dei Tigrè, per la presenza di un gran numero di templi, tra i quali quello dedicato al dio Almaqah, ancora esistente. 
Questa civiltà sviluppò impianti d'irrigazione, utilizzavano l'aratro, coltivavano miglio, e sapevano lavorare i metalli, con cui creavano utensili e armi.
Si pensa che questa civiltà fosse indigena, benché sotto la forte influenza dei Sabei, per via dell'indiscussa egemonia di questi ultimi sul Mar Rosso, o che fosse il risultato della fusione tra la popolazione autoctona e quella sabea, "culturalmente superiore". 
Dopo la caduta del regno D'mt nel V secolo a.C., la zona si frammentò in tanti piccoli stati autonomi (noti come regni proto-axumiti), fino alla nascita del regno di Axum, antenato della moderna Etiopia (regione del Tigray) ed Eritrea, che sarà in grado riunire sotto la propria corona gran parte dell'Africa orientale fino al VIII-IX secolo.

## Sovrani conosciuti
Lista dei (pochi) sovrani di D'mt conosciuti, riportati in ordine cronologico:
| Periodo                                                       | Sovrano   | Regina                                                       | Note |
| ------------------------------------------------------------- | --------- | ------------------------------------------------------------ | ---- |
| Date comprese tra il VIII e la prima metà del VII secolo a.C. |           |                                                              |      |
| Mlkn W'rn 'ywt                                                | 'Arky(t)n | Contemporaneo del mukarrib sabeo Karib'il Watar.             |      |
| Mkrb, Mlkn srn Rd'm                                           | Sm't      |                                                              |      |
| Mkrb Rb'                                                      | Yr't      | Figlio di W'rn 'ywt                                          |      |
| Mkrb Lmn                                                      | 'Adt      | Figlio di Rb', contemporaneo del mukarrib sabeo Sumuhu'alay. |      |